# انتخابات الرئاسة الهندية 1967
انتخابات الرئاسة الهندية 1967 هي انتخابات رئاسية جرت في 6 مايو 1967، في الهند، لانتخاب رئيس الهند.
فاز بالانتخابات ذاكر حسين.